# 페트로스 페르사키스
페트로스 페르사키스(그리스어: Πέτρος Περσάκης, 1879년 ~ 1952년)는 그리스의 체조 선수이다. 그는 아테네에서 열린 1896년 하계 올림픽에 참가했다.
페르사키스는 단체 평행봉 종목과 개인 링 종목에 출전했다. 링 종목에서는 2위에 올랐다. 미트로풀로스는 단체 평행봉 종목에 파넬리니오스 체조단 소속으로 참가했으며 은메달을 목에 걸었다.